# Тошич, Душко
Ду́шко То́шич (серб. Душко Тошић; 19 января 1985, Зренянин, Югославия) — сербский футболист, игрок. Играл на позиции центрального и левого защитника.

## Карьера

### Клубная
Раньше играл за сербские ОФК и «Црвену Звезду», французский «Сошо», немецкий «Вердер», английские «Портсмут» и «Куинз Парк Рейнджерс». В августе 2011 года подписал контракт с испанским клубом «Реал Бетис» о выступлении на правах аренды, но 27 декабря 2011 года разорвал его и вернулся в «Црвену Звезду».
В июне 2015 года Тошич заключил двухлетний контракт с «Бешикташем» с возможностью продления ещё на сезон. Его зарплата составила 900—950 тыс. евро за сезон. В сезоне 2015/2016 он не имел стабильного места в основном составе, но со следующего сезона почти не пропускал матчей. 1 февраля 2017 года Тошич заключил новый контракт с «Бешикташем», действительный до июля 2019 года с возможностью продления ещё на сезон. Его зарплата выросла до 1,25 млн евро за сезон.

### В сборной
Дебют Тошича в сборной Сербии состоялся в товарищеском матче против сборной Норвегии 15 ноября 2006, завершившимся вничью 1:1.

## Личная жизнь
Хотя является уроженцем Зренянина, детство провёл в деревне Орловат неподалёку от города. С 2008 по 2022 был женат на сербской певице Елене Карлеуше.

## Достижения
Сошо
- Обладатель Кубка Франции: 2006/07

 Вердер
- Обладатель Кубка Германии: 2008/09

 Црвена Звезда
- Обладатель Кубка Сербии: 2011/12

 Бешикташ
- Чемпион Турции: 2015/16, 2016/17